# De Bruyn (calciatore)
 De Bruyn (fl. XIX-XX secolo) è stato un calciatore belga, di ruolo attaccante. Alcune fonti lo riportano di nazionalità olandese.

## Carriera
Calciatore belga di cui è ignoto il nome, militò nel Genoa due stagioni, dal 1907 al 1908. Nella prima stagione con i genovesi si piazzò al secondo posto del girone eliminatorio ligure, non ottenendo, per la prima volta nella storia del Grifone, l'accesso al girone finale, quello valido per l'assegnazione del titolo di campione nazionale.
Fu impiegato nell'amichevole inaugurale del nuovo campo sportivo di San Gottardo dell'8 dicembre 1907 contro l'equipaggio della nave britannica Canopic.
L'anno seguente non vide la partecipazione dei rossoblu al campionato poiché la Federazione decise di riservare il massimo torneo italiano alle squadre senza stranieri ed il Genoa per protesta non vi partecipò limitando l'attività agonistica alle competizioni Challenge diffuse all'epoca come la Palla Dapples e la Coppa Goetzlof.
De Bruyn giocò, oltre agli incontri di campionato, tre partite della Palla Dapples: il 1º marzo 1908, in uno di questi incontri, segnò una doppietta al Milan contribuendo alla vittoria del Genoa per 3-2.